# Climactèrids
Els climactèrids (Climacteridae) són una família d'ocells de l'ordre dels passeriformes. Són aus més aviat petites, generalment marrons amb dibuixos per les parts inferiors. Viuen a Austràlia i Nova Guinea. El nom amb què són conegudes aquestes aus en anglès, Australasian treecreeper ('raspinells d'Australàsia') reflecteix la semblança d'aspecte que tenen amb els cèrtids.

## Alimentació
Aquests ocells busquen insectes i altres petites criatures que viuen per sobre i per sota de l'escorça dels arbres, sobre tot eucaliptus, malgrat que de vegades caça també en terra pel mig de la fullaraca i la fusta caiguda. A diferència dels raspinells holàrtics no fan servir la cua per a recolzar-se en enfilar-se sobre els arbres, i s'ajuda únicament amb els peus.

## Reproducció
Els climactèrids niden en forats als arbres. Les diferents espècies mantenen territoris de cria, però el defenen amb diferent grau d'intensitat. Algunes espècies, com Climacteris erythrops i Climacteris picumnus són criadors cooperatius, altres com Cormobates leucophaea no ho són pas. Tant als grups de criadors cooperatius com als que crien en solitari, es poden presentar fins a tres ajudants, que solen ser mascles joves de niuades anteriors. Aquests ajudants participen en la construcció del niu, alimentació de la femella mentre cova, i alimentació i defensa dels joves.

## Taxonomia
La família és una de les identificades mitjançant estudis d'hibridació d'ADN com producte de la radiació dels ocells canors en la zona d'Austràlia i Nova Guinea. Hi ha proves moleculars que permeten suggerir que els seus parents més propers són els ocells lira. S'ha descrit dos gèneres amb 7 espècies.
- Gènere Cormobates, amb dues espècies: Pela-soques de Nova Guinea (Cormobates placens)[4] i Pela-soques gorjablanc (Cormobates leucophaea)[5]
- Gènere Climacteris, amb 5 espècies.